# Elevação orográfica

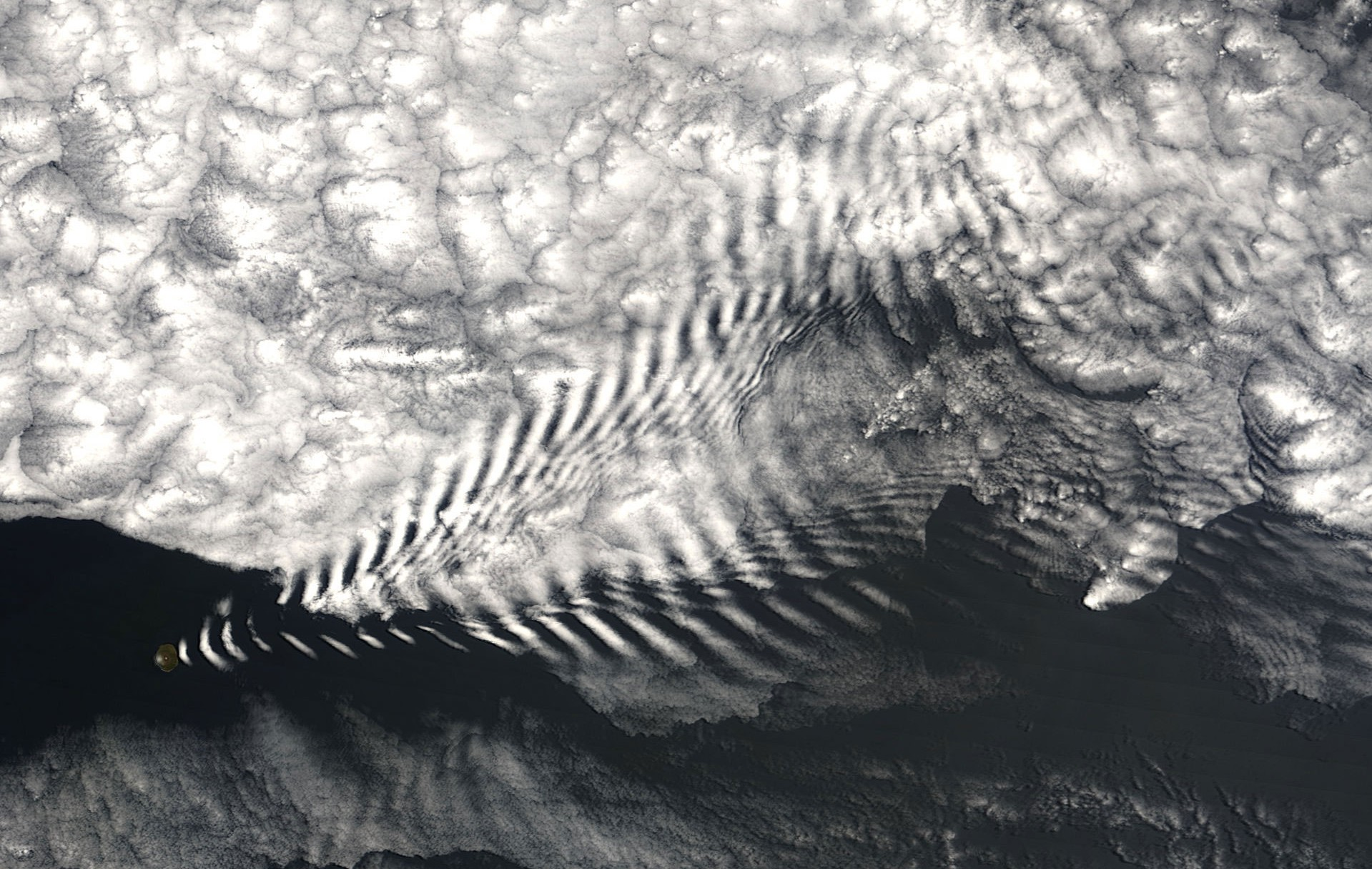
Um padrão de nuvem de ondas gravitacionais —similiar a um navio que desperta na zona de vento atrás da Ilha de Amesterdão, no extremo sul do Oceano Índico. A ilha gera movimento de onda no vento que passa sobre ele, criando nuvens orográficas regularmente espaçadas. As cristas da onda elevam e esfriam o ar para formar nuvens, enquanto as calhas permanecem muito baixas para a formação da nuvem. Observe que, enquanto o movimento da onda é gerado pelo levantamento orográfico, não é necessário. Em outras palavras, uma nuvem geralmente se forma no pico. Veja a nuvem de ondas.

A elevação orográfica ocorre quando uma massa de ar é forçada a partir de uma baixa elevação para uma altitude mais elevada. Na medida em que a massa de ar ganha altitude, ela esfria adiabaticamente, o que pode elevar a umidade relativa a 100% e criar nuvens e, sob certas condições, a precipitação.

## Efeitos da elevação orográfica

### Precipitação
A precipitação induzida por elevação orográfica ocorre em muitos lugares em todo o mundo. Os exemplos incluem:
- A Serra do Mar no sul e sudeste Brasileiros
- O Mogollon Rim no centro do Arizona;
- O declive ocidental da Sierra Nevada na Califórnia;
- As montanhas perto de Baja California North - especificamente La Bocana para Laguna Hanson;
- As encostas de barlavento de Khasi e Jayantia Hills (ver Mawsynram) no estado de Meghalaya na Índia;
- As Terras Altas Ocidentais do Iêmen, que recebem, de longe, a maior parte da chuva na Arábia;
- Os Ghats Ocidentais que correm pela costa oeste da Índia;
- A Cordilheira australiana Oriental e do Sudeste, que força a elevação do ar úmido proveniente do oceano a leste;
- As montanhas da Nova Zelândia, que enfrenta um fluxo predominante no oeste do Mar da Tasmânia;
- As montanhas do oeste da Tasmânia que também enfrentam um fluxo predominante no oeste;
- O sul dos Andes, que enfrenta um fluxo predominante no oeste do Oceano Pacífico;
- O Noroeste dos Estados Unidos e o Canadá (Oregon, Washington, Colúmbia Britânica e Sul do Alasca) vêem o fluxo normal do oeste do Pacífico norte. Nos locais virado para o mar das montanhas costeiras mostram mais de 140 polegadas (mais de 3,5 m) de precipitação por ano. Essas localidades estão ao lado das montanhas que estão no caminho dos sistemas de tempestade e, portanto, recebem a umidade efetivamente espremida das nuvens.

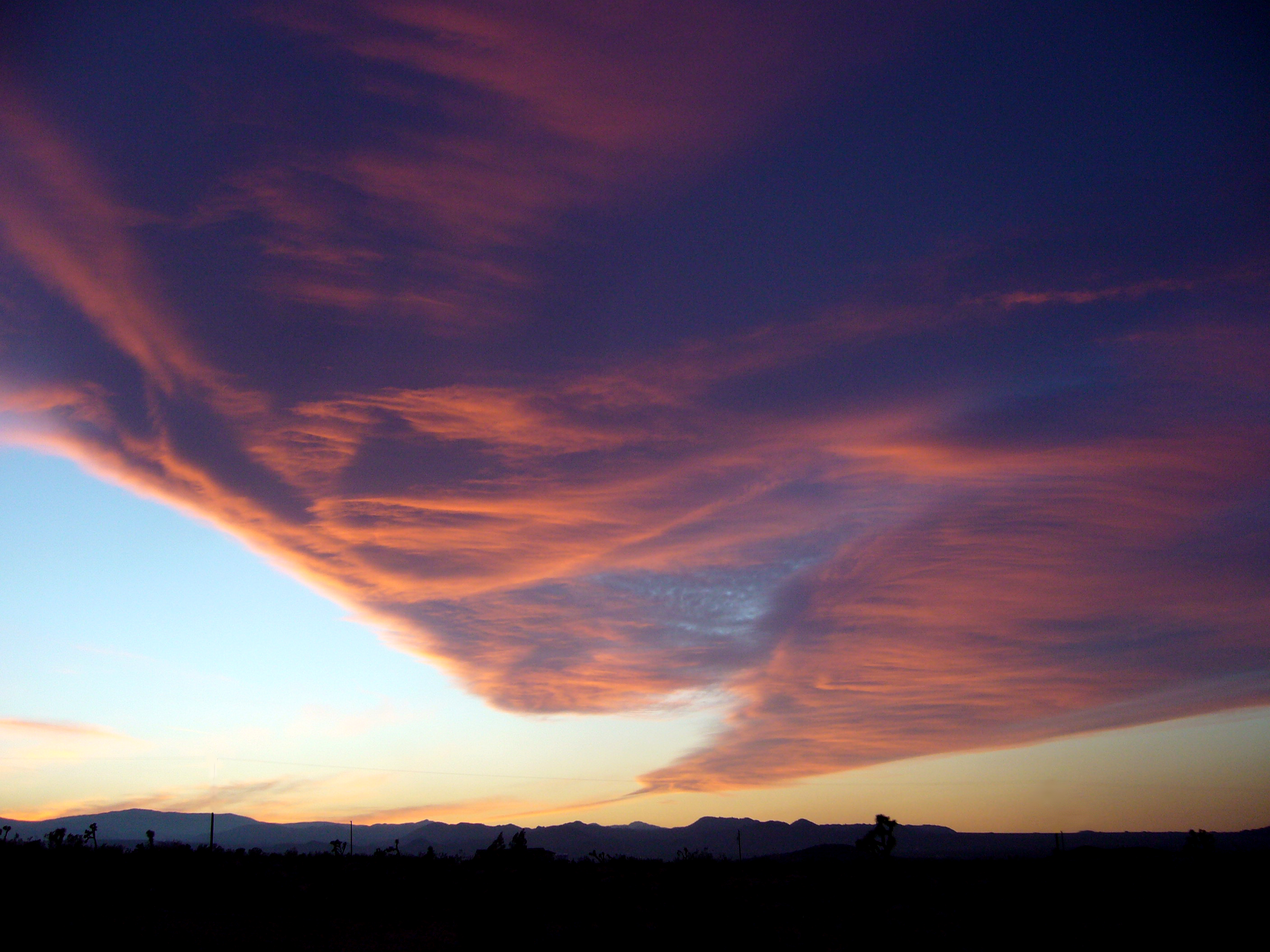
Crepúsculo do vento da noite, realçado pelo ângulo do Sol, pode imitar visualmente um tornado Tornado resultante do levantamento orográfico

- A região do país de esqui de Nova York e Pensilvânia, particularmente com efeitos de neve em lago;
- Transilvânia, Carolina do Norte, que obtém a maior precipitação de qualquer lugar no leste dos Estados Unidos (90 polegadas [2.300 mm]);
- As montanhas dos Apalaches na Virgínia Ocidental (particularmente as encostas do oeste);
- O litoral leste de Madagascar;
- Montanha da Mesa, Cidade do Cabo,África do Sul. A massa de ar fria do Atlântico flui sobre a face noroeste até 3.500 pés (1.100 m) acima do nível do mar e é atendida pela cálida massa de ar do Oceano Índico do lado de trás do sudeste da montanha formando o famoso "Pano de mesa";
- Oppland, Noruega;
- O Front Range Foothills of Northern, no Colorado - a oeste de Boulder a Golden, quando as tempestades passam. As tempestades de inverno podem produzir 5-6 pés (1,5-1,8 m) de neve.

### Sombra de chuva
As maiores quantidades de precipitação encontram-se ligeiramente a favor dos ventos predominantes nos cumes das cadeias de montanhas, onde aliviam e, portanto, o levantamento para cima é maior. Quando o ar desce do lado da montanha, aquece e seca, criando uma sombra de chuva. No lado soturno das montanhas, às vezes a menos de 25 milhas (25 milhas) das zonas de alta precipitação, a precipitação anual pode chegar a 200 mm (8 polegadas) por ano.

Áreas onde este efeito é observado incluem:
- O Himalaia bloqueia a umidade do Planalto Tibetano;
- O Deserto de Atacama, no Peru e Chile;
- A suíça e Rio Ródano;
- Áreas a leste da Faixa de Cascade, no Noroeste do Pacífico (Washington e Oregon);
- Áreas a leste das Montanhas Olímpicas no estado de Washington, (i.e. Sequim, Washington);
- A Grande Bacia dos Estados Unidos, a leste da Sierra Nevada;
- Cadeias montanhosas da costa do Pacífico;
- A Cordilheira Pacífica;
- O Vale Central;
- As Pradarias Canadenses;
- Todas as Ilhas Havaianas. Toda a ilha de Kaho'olawe está na sombra da chuva de Maui;
- O Nordeste da Inglaterra está na sombra da chuva dos Pennines, combinado com o vento predominante da Grã-Bretanha do Sudoeste. Isso explica as diferenças significativas entre as chuvas no Noroeste e Nordeste.
- O deserto da Judéia na Terra de Israel e do Mar Morto.

### Ventos de leeward
Os ventos de Downslope ocorrem do lado de sotavento de barreiras de montanha quando uma massa de ar estável é transportada sobre a montanha por ventos fortes que aumentam em força com altura. A umidade é removida e o calor latente é liberado à medida que a massa de ar é levantada orograficamente. À medida que a massa de ar desce, é aquecida por compressão. O vento quente da foehn, conhecido localmente como o vento Chinook, os ventos de Berg ou Diablo ou Nor'wester, dependendo da região, fornece exemplos desse tipo de vento e são conduzidos em parte pelo calor latente liberado pela precipitação induzida por elevação orográfica.
Uma classe similar de ventos, os ventos Sirocco, Bora e Santa Ana são exemplos em que o levantamento ortográfico tem efeito limitado, uma vez que há umidade limitada para remoção nas massas do Saara ou de outras massas de ar; Sirocco, Bora e Santa Ana são impulsionados principalmente pelo aquecimento de compressão (adiabático).

### Nuvens associadas
Como o ar flui sobre a barreira da montanha, a elevação orográfica pode criar vários efeitos de nuvem.
- O nevoeiro orográfico é formado à medida que o ar sobe a encosta e, muitas vezes, envolve o cume. Quando o ar está úmido, parte da umidade cai no declive do vento e no cume da montanha.
- Quando há um vento forte, uma nuvem de estandarte é formada a favor do vento nas encostas superiores de montanhas isoladas e íngremes. É criado pelas áreas de baixa pressão nos vórtices a favor do vento que se desenham no ar relativamente úmido das encostas mais baixas da montanha. Esta redução na pressão em comparação com o ar circundante aumenta a condensação, da mesma maneira que os vórtices de ponta de asa de uma aeronave. A nuvem mais famosa forma-se rotineiramente a sotavento do Matterhorn.

- A borda a sotavento de uma extensa massa de nuvens orográficas pode ser bem distinta. No lado de sotavento da montanha, o ar que flui para baixo é conhecido como vento de foehn. Como parte da umidade que se condensou no topo da montanha se precipitou, o foehn (ou föhn) é mais seco, e o menor teor de umidade faz com que a massa de ar descendente se aqueça mais do que esfriara durante a subida. A linha de corte distinta que se forma ao longo e paralela à linha da crista é às vezes conhecida como uma parede foehn (ou parede föhn). Isso ocorre porque a borda parece parada e muitas vezes parece ter uma borda abrupta semelhante a uma parede. Uma parede de foehn é uma característica comum ao longo do Front Range das Montanhas Rochosas do Colorado.
- Às vezes, uma nuvem de rotor é formada a favor do vento e abaixo do nível da crista. Tem a aparência do tipo de nuvem cumulus esfarrapada mas é causada por um vórtice horizontal turbulento, isto é, o ar é muito áspero.
- As nuvens lenticulares são nuvens estacionárias em forma de lente que são formadas a favor do vento pelas montanhas, se a massa de ar estiver próxima do ponto de orvalho. Eles são normalmente alinhados em ângulo reto com a direção do vento e são formados em altitudes de até 12 000 metros (39 370 pé).
- Uma nuvem de tampa é uma forma especial da nuvem lenticular com uma base baixa o suficiente para se formar ao redor e cobrir o pico, cobrindo-a.
- Uma nuvem de arco de chinook é uma extensa nuvem de ondas. Tem esse nome especial na América do Norte, onde está associado ao vento Chinook. Forma-se acima da cordilheira, geralmente no início de um vento chinook, como resultado do levantamento orográfico ao longo do intervalo. Aparece quando visto do vento para formar um arco sobre a cordilheira. Uma camada de ar limpo a separa da montanha.

Vista para a Front Range das montanhas Rochosas cobertas por um föhn parede.